# Martin Geck
Martin Geck (* 19. März 1936 in Witten; † 22. November 2019 in Bochum) war ein deutscher Musikwissenschaftler und Hochschullehrer.

## Leben und Wirken
Martin Geck, geboren in Witten an der Ruhr, wo er später auch lebte, wuchs in einem evangelischen Pfarrhaus in Recklinghausen auf. Sein Vater Wilhelm Geck (1892–1989), verheiratet mit Ragnild Geck, geborene Giese, war Mitglied der Bekennenden Kirche, Pfarrer der Gustav-Adolf-Kirche in Recklinghausen und von 1949 bis 1961 Superintendent des Kirchenkreises Recklinghausen. Martin Gecks Bruder war der in Höntrop geborene Wilhelm Karl Geck (1923–1987), der Jurist, Richter am Saarländischen Verfassungsgericht und ordentlicher Professor für Staats- und Völkerrecht wurde.
Martin Geck legte 1955 am Gymnasium Petrinum in Recklinghausen das Abitur ab. Anschließend studierte er Musikwissenschaft, Theologie und Philosophie in Münster, Berlin und Kiel, wo 1962 die Promotion zum Doktor der Philosophie folgte. 1966 wurde er Gründungsredakteur der Richard-Wagner-Gesamtausgabe. Im Jahr 1970 war er als Lektor in einem Schulbuchverlag tätig, nachfolgend als Autor zahlreicher Musiklehrwerke. 1974 wurde er Privatdozent, 1976 ordentlicher Professor für Musikwissenschaft an der PH Ruhr , dann ab 1980 ordentlicher Professor für Musik und ihre Didaktik an der Universität Dortmund, wo er 2001 emeritiert wurde.
Geck verfasste viele Arbeiten zur Geschichte der deutschen Musik im 17., 18. und 19. Jahrhundert; aber auch der Musikpädagogik und Musiktherapie galt sein Interesse. Geck war zuletzt vor allem in der Bachforschung tätig und Initiator der Dortmunder Bach-Symposien. Sein Werk Beethoven. Der Schöpfer und sein Universum wurde 2018 in der Kategorie Sachbuch für den Preis der Leipziger Buchmesse nominiert.
Geck war Mitglied im Wissenschaftlichen Beirat der Kritischen Gesamtausgabe sämtlicher Werke von Johann Rosenmüller.

## Schriften (Auswahl)
in der Reihenfolge des Erscheinens
- Chronik der evangelischen Kirchengemeinde Recklinghausen. Evangelische Kirchengemeinde, Recklinghausen 1957.
- Gemeindebuch des Kirchenkreises Recklinghausen. Lichtweg-Verlag, Essen 1958.
- Die Vokalmusik Dietrich Buxtehudes und der frühe Pietismus. Bärenreiter-Verlag, Kassel 1965.
- Die Wiederentdeckung der Matthäuspassion im 19. Jahrhundert. Die zeitgenössischen Dokumente und ihre ideengeschichtliche Deutung. Gustav Bosse Verlag, Regensburg 1967.
- Nicolaus Bruhns. Leben und Werk. Musikverlag Gerig, Köln 1968.
- mit Gert Hartmann: 38 Thesen gegen die neue Gottesdienstordnung der lutherischen und einiger unierter Kirchen in Deutschland. Christian Kaiser, München 1968.
- als Herausgeber: Bach-Interpretationen. Vandenhoeck & Ruprecht, Göttingen 1969.
- Die Bildnisse Richard Wagners (= Studien zur Kunst des neunzehnten Jahrhunderts, Bd. 9). Prestel, München 1970.
- als Hrsg. mit anderen: Richard-Wagner-Gesamtausgabe. 1970.
- Deutsche Oratorien 1800 bis 1840. Verzeichnis der Quellen und Aufführungen. Heinrichshofen, Wilhelmshaven 1971, ISBN 3-7959-0091-3.
- Musiklehrwerk Sequenzen. 1976.
- Musiktherapie als Problem der Gesellschaft. Klett-Cotta, Stuttgart 1973, ISBN 3-12-922840-3.
- Banjo Musik. Band 5/6 und 7–10, 1978 und 1979.
- Studienreihe Musik. 1981.
- Banjo Liederbuch und Banjo Musikbegleiter. 1982.
- als Hrsg.: Musik im Ruhrgebiet ab 1983. Klett, Stuttgart 
  - mit Antoinette Hellkuhl: Bergmannslieder. 1984, ISBN 3-12-177520-0.
  - Musikszene Ruhrgebiet. 1985, ISBN 3-12-177540-5.
- Richard Wagner. Werkverzeichnis. 1985.
- Singt und spielt. 1985.
- Ludwig van Beethoven. Rowohlt, Reinbek bei Hamburg 1996, ISBN 3-499-50570-3; 5. Aufl. 2001, ISBN  978-3-499-50645-1.
- mit Gabriele Kulick und Irmgard Merkt: ABC-Tierlieder zum Mitmachen. Textheft, CD und Cassette, Cornelsen, Berlin 1997, ISBN 3-464-67708-7.
- „Denn alles findet bei Bach statt“. Erforschtes und Erfahrenes. Metzler, Stuttgart/Weimar 2000, ISBN 3-476-01740-0.
- Von Beethoven bis Mahler. Leben und Werk der großen Komponisten des 19. Jahrhunderts. Rowohlt, Reinbek bei Hamburg 2000, ISBN 3-499-60891-X.
- Johann Sebastian Bach. Rowohlt, Reinbek bei Hamburg 2002, ISBN 3-499-50637-8.
- Richard Wagner. Rowohlt, Reinbek bei Hamburg 2004, ISBN 3-499-50661-0. Rezension[6]
- Mozart. Eine Biographie. Rowohlt, Reinbek bei Hamburg 2005, ISBN 3-498-02492-2. Rezension[7]
- Wenn Papageno für Elise einen Feuervogel fängt. Kleine Geschichte der Musik. Rowohlt, Berlin 2006. Rezension[8]
- Wenn der Buckelwal in die Oper geht. 33 Variationen über die Wunder klassischer Musik. Siedler, München 2009. Rezension[9]
- Robert Schumann. Mensch und Musiker der Romantik. Siedler, München 2010, ISBN 978-3-88680-897-7. Rezension[10]
- Richard Wagner. Biographie. Siedler, München 2012, ISBN 978-3-88680-927-1. Rezension[11]
- Johannes Brahms. Rowohlt, Reinbek bei Hamburg 2013, ISBN 978-3-499-50686-4.
- Matthias Claudius. Biographie eines Unzeitgemäßen. Siedler, München 2014, ISBN 978-3-88680-986-8. Rezensionen[12][13]
- Beethoven. Der Schöpfer und sein Universum. Siedler, München 2017, ISBN 978-3-8275-0086-1.[14]
- Buxtehudes lateinische Vokalmusik im Kontext interkonfessioneller Abendmahlsfrömmigkeit des späten 17. Jahrhunderts. In: Buxtehude-Studien Band 3, Musikverlag Dr. J. Butz, Bonn 2019, ISBN 978-3-928412-28-5, S. 131–151.
- Beethoven hören. Wenn Geistesblitze geheiligte Formen zertrümmern. Reclam, Ditzingen 2020, ISBN 978-3-15-011252-6.